# Moschea del Re (Elbasan)
La moschea del Re (in albanese: Xhamia Mbret) è una moschea ottomana di Elbasan, in Albania. Edificata alla fine del XV secolo, è una delle più antiche moschee albanesi ancora aperte al culto.

## Storia e descrizione
La moschea venne costruita per volontà del sultano Bayezid II nel 1492. Durante la prima guerra mondiale gli interni in legno andarono distrutti. Rientra nei monumenti culturali religiosi dell'Albania dal 1948.  Nel 1967 fu chiusa per ordine dell'autorità comuniste e verrà riaperta al culto solamente nel 1990. Nel 2013 la moschea è stata sottoposta ad un importante restauro che ha comportato, tra le altre cose, la ricostruzione del minareto.
L'edificio presenta una pianta rettangolare ed è sormontato da un tetto a quattro spioventi. L'ingresso, posto sul lato nord, è sormontato da un portico in legno.